# Henri Louis Habert de Montmor
Henri Louis Habert de Montmor (* um 1600 in Paris; † 21. Januar 1679 ebenda) war ein französischer Gelehrter, Verwaltungsjurist und Patron der Wissenschaften, Begründer einer nach ihm benannten Akademie in Paris.

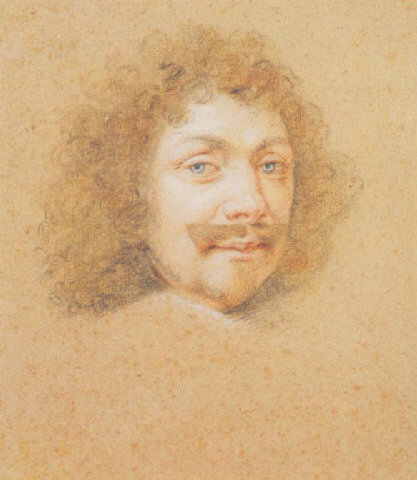
Henri Louis Habert de Montmor, Pastellzeichnung von Claude Mellan

Montmor stammt aus einer wohlhabenden aristokratischen Familie, die hohe Verwaltungsposten hatte. Sein Vater war außerordentlicher Schatzmeister der Kriegskasse und Sparkasse. Über ein Universitätsstudium ist nichts bekannt (und war bei Mitgliedern des Adels auch nicht üblich). Mit 25 Jahren kaufte er sich mit dem Geld seines Vaters den Posten eines Conseiller des Parlement de Paris und 1632 den des Maître des requêtes. 1634 wurde er Mitglied der Académie française.
Erste Treffen von Wissenschaftlern fanden in seiner Stadtwohnung (heutige Rue du Temple) 1635 statt, die eigentliche Akademie begann wohl ab etwa 1654, reguläre wöchentliche Treffen seiner Akademie sind seit 1657 belegt. In seiner Akademie stellte er Wissenschaftlern seine Instrumentensammlung zur Verfügung und seine umfangreiche Bibliothek. Sie wird häufig als Vorläufer der vom König 1666 gegründeten Académie des sciences betrachtet. Zu den Besuchern zählten Henry Oldenbourg, Christian Huygens, Gilles Personne de Roberval, Samuel de Sorbière (der die Artikel der Akademie schrieb), Pierre Daniel Huet, Gérard Desargues, Frenicle de Bessy, Guy Patin, Claude Clerselier, Pierre de Carcavi, Jean Chapelain, Ismael Boulliau, Adrien Auzout, Jacques Rohault (Experimente über Magnetismus), der Mediziner Jean Pecquet, Melchisédech Thévenot, La Poterie, Pierre Petit. Es wurden Experimente vorgeführt und wissenschaftliche Vorträge gehalten: beispielsweise berichtete Chaplain über Huygens Pendeluhr und dessen Entdeckung von Saturnringen und -monden.
Innerhalb der Akademie kam es aber bald zu einem Streit zwischen Anhängern von Aristoteles, Gassendi und Descartes sowie solchen Mitgliedern, denen eine philosophische Betrachtung reichte und Vertretern des Experiments. Zu den streitbaren Mitgliedern, die den Zusammenhalt der Akademie gefährdeten, gehörte auch Roberval, der Montmor offen angriff und ihm intellektuelle Fähigkeiten absprach. 1663 wechselte die Akademie vorübergehend in das Haus von Charles d’Escoubleau, Marquis de Sourdis et d´Alluyes, von dem sich Mitglieder wie Sorbière (der Sekretär der Akademie) eine bessere Protektion beim König erwarteten. Sie wurden aber enttäuscht und die grobe Behandlung, die sie dort erfuhren, ließ sie reumütig zu Montmor zurückkehren. Danach wurden die Anstrengungen verstärkt, über Colbert und andere königliche Protektion für eine Akademie zu erhalten, was 1666 schließlich zur Gründung der Académie des sciences führte.
Montmor schrieb lateinische Gedichte, so De rerum naturae auf die Cartesianische Naturphilosophie. Als Anhänger des Cartesianismus bot er René Descartes in den 1640er Jahren sein Landhaus an, was dieser aber ablehnte. Ab 1653 wohnte Pierre Gassendi in Montmors Stadthaus und schrieb dort eine Biographie über Tycho Brahe, die er Montmor widmete. Als Gassendi 1655 starb, vermachte er Montmor seine Bücher und ein Teleskop von Galileo Galilei. Montmor vollstreckte das Testament und ließ Gassendis Schriften 1658 in Lyon drucken. Auch Marin Mersenne widmete Montmor ein Buch, die Harmonie universelle zur Musiktheorie.
Montmor war mit Henriette-Marie de Buade verheiratet, der Schwester von Louis de Buade, und war Cousin von Philippe Habert und Germain Habert. Nach einem Bankrott mussten Montmor und sein Sohn ihre Ämter verkaufen. Von diesem Schlag erholte er sich nicht mehr und starb bald darauf.